# Giuliano Teatino
Giuliano Teatino es un municipio de 1.366 habitantes en la provincia de Chieti , región de Abruzzo, Italia. Giuliano Teatino está sobre una colina entre los torrentes Venna y Dendalo, afluentes por el margen derecho del río Foro. Su territorio, cultivado abundantemente, tiene una extensión de 9,84 km². Es una ciudad de origen medieval, del siglo XI. En los siglos XIII y XIV fue propiedad del monasterio de San Pietro in Campis. Luego, en el siglo XV pasó a formar parte de los de Riccardis, y luego de los Orsini, los Caracciolo en el siglo XVI y por último pasó a formar parte de las posesiones del duque de Canosa Sannita.

## Evolución demográfica
| Gráfica de evolución demográfica de Giuliano Teatino entre 1861 y 2001 |
|                                                                        |
| Fuente ISTAT - elaboración gráfica de Wikipedia                        |

- Datos: Q51239
- Multimedia: Giuliano Teatino / Q51239

1. ↑  Worldpostalcodes.org, código postal n.º 66010.
2. ↑  «Codici Catastali». Comuni-italiani.it (en italiano). Consultado el 29 de abril de 2017.